# José Rossy
José Rossy (Humacao (Puerto Rico), ca. 1956) is een Amerikaans percussionist. Hij verwierf onder andere bekendheid bij de jazzrock-formatie Weather Report.